# Hadia
Hadia ist ein weiblicher Vorname.

## Herkunft und Bedeutung
Hadia kommt aus dem Arabischen هادية / Hādiyya und ist die weibliche Form zum Vornamen Hadi.
Im Somalischen bedeutet Hadia „Akazie“.

## Verbreitung
Der Name kommt in Deutschland seit 2006 jährlich in der Namensgebung vor. Von 2010 bis 2023 wurde er rund 290 Mal vergeben. In der Schweiz tragen 63 Mädchen diesen Namen (Stand 2023). In Österreich wird der Name seit 2008 fast jährlich vergeben, das letzte Mal im Jahr 2023.
Hadia kommt in Frankreich seit Anfang der 1960er Jahre regelmäßig in den Hitlisten vor. In den letzten 10 Jahren wurde der Name circa 140 Mal gewählt. In den Niederlanden taucht der Name seit den 1980er Jahren fast jährlich in den Vornamenscharts auf, er wird aber nur in einem geringen Umfang vergeben. In England wird der Name seit 1996 jedes Jahr bei der Namenswahl berücksichtigt, er ist nur mäßig populär. Die Vergabe ist auch in Belgien, Schottland und Irland nachgewiesen. Der Name ist in den nordischen Ländern Dänemark, Norwegen und Schweden mäßig beliebt.
Der Name befindet sich in den USA seit Anfang der 1990er Jahre dauerhaft in den Hitlisten. In den letzten 10 Jahren wurden etwa 240 Mädchen so genannt. So ähnlich stellt sich das Bild auch in Kanada dar.

## Varianten
- Hadiatou

## Namensträgerinnen
- Hadia Hosny (* 1988), ägyptische Badmintonspielerin
- Hadia Tajik (* 1983), norwegische Politikerin